# Локомотив (волейбольний клуб, Харків)
«Локомотив» — чоловічий волейбольний клуб з м. Харкова, Україна. Заснований у 1973 році. Є найтитулованішим волейбольним клубом України. З 1976 по 1991 рік «залізничники» виступали у вищій лізі Чемпіонату СРСР, а також у чемпіонатах і кубках УРСР. Шість разів ставав чемпіоном і двічі володарем Кубку УРСР, у 1978 році стали бронзовими призерами чемпіонату СРСР. У сезоні 1982/1983 посіли 4-е місце.
«Локомотив» — багаторазовий чемпіон міжнародного спортивного союзу залізничників. З 1992 по 2018 роки волейболісти «Локомотива» 17 разів ставали чемпіонами, тричі срібними призерами чемпіонату України, 13 разів вигравали Кубок України, також 2017 року виграли перший Суперкубок України. З 1992 року — учасник європейських кубків. Найвище досягнення команди та загалом українського волейболу — перемога в Кубку «Топ-команд Європи» в сезоні 2003/2004.

## Історія
В 1945 році спортивне товариство «Локомотив» виявило ініціативу організувати в місті волейболістів для участі в першому післявоєнному чемпіонаті СРСР в Дзауджикау. «Локомотив», за який виступали К. Блудов, Е. Громов, С. Духовний, Н. Коваль, А. Магід і граючий тренер Є. Міленін, зайняв 7-е місце серед 11 учасників.
В 1973 році було ухвалене рішення про створення в Харкові єдиної команди, під патронатом Південної залізниці. Важливу роль в цьому зіграли начальник Південної залізниці, згодом — міністр шляхів сполучення СРСР, М. С. Конарев і голова дорожради Е. С. Марченко.
Таким чином саме 1973 рік, незважаючи на участь команди суспільства залізничників в чемпіонаті СРСР 1945 року, офіційно вважається роком заснування харківського волейбольного клубу «Локомотив».
У нову команду з «Буревісника» запросили олімпійського чемпіона 1968 року Василіюса Матушеваса, Івана Андрієнка, Юрія Бунакова, Андрія Іванова, Володимира Карнауха, Костянтина Карпова, Олександра Коновалова, Володимира Ліхоту, Сергія Орду, Валерія Соколовського, В'ячеслава Ююкіна, а з ДБК — Сергія Єрмакова, Леоніда Ліхна, Анатолія Фролова і Павла Шмельова. Старшим тренером «Локомотива» став Леонід Олександрович Смирин.

### Виступ у СРСР (1973—1991)
У вересні 1973 року волейболісти «Локомотива» приступили до тренувань. Перед самим початком першості СРСР 1974 року серед команд першої групи Леоніда Сміріна на тренерському посту змінив Юрій Поярков, капітаном обрали 33-річного сполучного Леоніда Ліхна. Підсумком сезону стало 3-е місце. Наступний чемпіонат, 1975 року, харківські волейболісти закінчили на першому місці, завоювавши право виступати у вищій союзній лізі. У тому ж 1975-му «Локомотив» провів перші міжнародні матчі, зігравши серію товариських зустрічей у Познані — польському місті-побратимі Харкова.
У дебютному сезоні у вищій лізі «Локомотив» фінішував на 7-й позиції. Через два роки, в 1978-му, у Харкові відкрили новий Палац спорту, а підопічні Леоніда Ліхна піднялися на п'єдестал союзного чемпіонату, ставши бронзовими призерами. За команду грали Сергій Абрамов, Михайло Гукайло, Михайло Дещиця, Олександр Дяченко, Сергій Єрмаков, Анатолій Крят, Микола Лопін, Сергій Орда, Микола Падалка, Олексій Свистун, Сергій Федоров і Петро Чухраєв.
Повністю зберегти цей склад не вдалося і потім «Локомотив» виступав нестабільно — в 1980 році залізничники стали третіми у фіналі Кубка СРСР, що проходив у Волгограді, а в сезоні 1980/81 років у чемпіонаті країни фінішували на 8-му місці. Однак потім «Локомотив» двічі поспіль залишався в кроці від повторення свого кращого результату в чемпіонаті, займаючи в 1982 і 1983 роках 4-е місце. У 1982-му також вибороли срібні нагороди Кубка країни. Як відзначають укладачі довідника «Волейбол», команда сповідувала «сучасний комбінаційний, швидкий стиль гри, швидкісні передачі, атаку з укорочених передач».
У 1986—1989 роках Леонід Ліхно працював за контрактом головним тренером збірної Сирії. У цей час старшими тренерами «Локомотива» були Володимир Бомштейн (в 1986 році) і Юрій Поярков (з 1987 по 1989 рік). Команда поволі програвала позиції. У 1989 році «Локомотив» зайняв 11-е місце, але завдяки успішному результату в перехідних матчах з ростовським СКА залишився у вищій лізі.
Наприкінці 1989 року до команди повернувся Леонід Ліхно, а лідери «Локомотива» Іван Андрієнко, Ігор Веретенников, Юрій Кривець, Валерій Горчанюк вирушили грати в закордонних клубах. У сезоні-1989/90 «Локомотив» знову фінішував 11-м і, цього разу, за результатами перехідних матчів з МДТУ, був змушений покинути вищу лігу. Радянський період своєї історії «Локомотив» завершив у першій лізі: у сезоні 1990/91 молода, значно оновлена команда, зайняла 6-е місце.

### Виступ у Суперлізі України (1991—2011, 2014—2020)
У сезоні 1991/92 «Локомотив» зайняв 7-е місце в першій лізі відкритого чемпіонату СНД і 2-е — в чемпіонаті України. У 1994 році слобожани виграли перший титул чемпіонів України. За команду виступали Олег Сущинський, Віталій Доляченко, Ігор Разіньков, Сергій Побережченко, Євген Отенко, Ігор Зябліцев, Сергій Бондаренко, Андрій Оніпко, Роман Яковлєв, Ігор Яковенко. У наступному сезоні «Локомотив» дебютував у Кубку європейських чемпіонів — зазнавши двох поразок від іспанської «Гран-Канарії» у другому раунді турніру, команда не змогла вийти в 1/8 фіналу. У тому ж 1995 року фарм-команда «Локомотива» — «Юракадемія» — домоглася права грати у вищій українській лізі.
У 1996 році «Локомотив» вдруге виграв чемпіонат України, а до початку XXI століття остаточно вийшов на провідні позиції в українському волейболі: у 2001—2005 роках залізничники перемогли в п'яти національних першостях поспіль.
14 березня 2004 року, в Інсбруку, «Локомотив», що до цього два рази поспіль виходив у «Фінали чотирьох» Кубка топ-команд, з третьої спроби став володарем почесного трофею (у фінаді здолали клуб з Апелдорна). Золоті медалі завоювали Андрій Адамець, Ігор Дьогтєв, Сергій Звягінцев, Віталій Кіктєв, Сергій Кисіль, Андрій Оніпко, Микола Пасажин, Олександр Стаценко, Володимир Татаринцев, Володимир Титаренко, Юрій Філіппов, Сергій Шульга, Сергій Щавінський. До успіху команду привів Сергій Побережченко, який очолив «Локомотив» після раптової смерті Леоніда Ліхна в грудні 2002 року.
Успіх у Кубку топ-команд дозволив залізничникам у сезоні 2004/05 років взяти участь у Лізі чемпіонів. Під керівництвом нового тренера Юрія Кравцова «Локомотив» не зміг вийти до плей-офф, посівши останнє місце в групі. Незважаючи на це, Європейська конфедерація волейболу залишила харківський клуб у Лізі і на наступний рік, однак його керівництво було змушене відкликати заявку внаслідок того, що Міністерство транспорту і зв'язку України заборонило Українській залізниці надавати фінансову допомогу будь-яким організаціям. Залишившись без фінансування, «Локомотив» не мав можливості утримати своїх гравців і, виступаючи молодіжним складом, у сезоні-2005/06 посів 5-е місце в чемпіонаті України.
Подолавши фінансові негаразди, «Локомотив» влітку 2006 року повернув до складу Володимира Татаринцева й Андрія Адамця, разом з якими набралися за рік досвіду вихованці клубу. У чемпіонаті знову були виграні золоті медалі. У 2006—2009 роках головним тренером «Локомотива» був Юрій Філіппов, на початку сезону-2009/10 — Віталій Осипов, якого змінив Ігор Зябліцев. З 2010 року в українській Суперлізі початку виступу друга команда харківського клубу — «Локо-Експрес».
Влітку 2011 року в «Локомотиві» сформували тренерський тандем: головним тренером знову став Філіппов, його помічником — Зябліцев. У сезоні 2011—2012 команда зіграла в рекордно великій кількості турнірів. Вперше беручи участь у відкритому чемпіонаті Росії, «Локомотив» зайняв 4-е місце в Західній зоні, дістався до чвертьфінальної стадії плей-оф і став сьомим у підсумковій класифікації. Капітан команди Володимир Татаринцев грав за збірну «Заходу» в Матчі зірок Суперліги. Залізничники поступилися в 1/16 фіналу Кубка ЄКВ майбутньому тріумфатору турніру — московському «Динамо», потім грали в Кубку виклику і зупинилися в кроці від півфіналу цього турніру, не впоравшись із варшавською «Політехнікою». Харківська команда також зіграла у відкритому Кубку Росії, вшосте поспіль стала переможцем Кубка України, а у квітні 2012 року, у фінальному турнірі чотирьох команд чемпіонату України, у гострому суперництві з «Кримсодою», виборола черговий, 12-й за рахунком, титул найсильнішої команди країни.
Перед початком сезону-2012/13 склад «Локомотива» посилили бельгійський сполучний Франк Депестеле та російський догравальник Володимир Іванов. Однак у грудні 2012 року перший покинув команду за сімейними обставинами, а замість нього дозаявили німця Лукаса Кампу. У цьому сезоні підопічні Юрія Філіппова домоглися найвищого результату за весь час виступів у Кубку Європейської конфедерації волейболу, діставшись до півфіналу цього турніру. У «челендж-раунді» залізничники пройшли чемпіона Франції «Тур» — поступившись цьому клубові на виїзді в трьох партіях, харків'яни здобули перемогу на своєму майданчику з рахунком 3:1, після чого виграли золотий сет — 15:6. Шлях до вирішальних матчів Кубка «Локомотиву» перегородив майбутній переможець турніру — турецький «Галкбанк». Другий рік поспіль харківська команда змогла вийти в плей-офф російської Суперліги, де в 1/8 фіналу, опинившись у непростій ситуації через травму Сергія Тютліна — найрезультативнішого гравця за підсумками попереднього етапу Відкритого чемпіонату Росії, програла у двох матчах уфимському «Уралу». У фінальній серії чемпіонату України «Локомотив» обмінявся перемогами з «Кримсодою» і в другому матчі виграв золотий сет, у 13-й раз став чемпіоном країни і одночасно повторивши свій рекордний показник із п'яти титулів чемпіона Україна поспіль.
3 березня 2014 року керівництво, гравці і тренери «Локомотива» оголосили про рішення призупинити виступ команди в відкритому чемпіонаті Росії у зв'язку з «політичною ситуацією навколо України». На момент зняття з чемпіонату залізничники, після 13 турів, займали 10-е місце в турнірній таблиці. Єдиним турніром за участи «Локомотива» залишилася фінальна стадія українського чемпіонату, в якій підопічні Юрія Філіппова знову виявилися найсильнішими.
У сезоні 2014/15 «Локомотив» повністю домінував на національній арені, встановивши рекорд — у 47 матчах, зіграних у рамках Кубка і чемпіонату України, залізничники не зазнали жодної поразки. У сезоні-2015/16 команда у 8-й раз поспіль оформила золотий дубль, вигравши і чемпіонат, і Кубок країни.
У серпні 2016 року рішенням правління ПАТ «Укрзалізниця» фінансування клубу припинили. У ситуації, що склалася, харків'яни відмовилися від участі в Кубку конфедерації волейболу, а більшість гравців «Локомотива» отримали статус вільних агентів. З минулого сезону в команді поряд з її багаторічним капітаном Володимиром Татарінцевим залишилися догравальники Іван Слинчук і Ілля Ковальов, а також діагональний Олег Плотницький, який на початку вересня виграв срібну медаль і приз MVP на молодіжному чемпіонаті Європи. Новим головним тренером «Локомотива» став Анатолій Янущик, який очолював фарм-команду «Локомотив-ХДВУФК № 1», але в січні 2017 року на цю посаду повернувся Ігор Зябліцев. Незважаючи на передстартові проблеми, сильно оновлений і молодий «Локомотив» поповнив клубну колекцію сімнадцятим комплектом золотих медалей національного чемпіонату. У сезоні-2017/18 харків'яни склали чемпіонські повноваження, поступившись у напруженій п'ятиматчевій фінальній серії Суперліги львівській команді «Барком-Кажани».
Влітку 2018 року внаслідок ще більших фінансових проблем «Локомотив» відмовився від участі і в єврокубках, і в українській Суперлізі. У сезоні-2018/19 прославлений клуб був представлений лише у вищій лізі командою «Локомотив-ХДВУФК № 1». Під керівництвом Анатолія Янущика колектив, за який виступали як ветерани (Микола Пасажин, Руслан Пасічнюк, Сергій Тютлін, Денис Міхно, Вадим Рудь), так і зовсім молоді гравці, зайняв 2-е місце у вищій лізі, а потім у серії перехідних матчів за право виступати в Суперлізі, поступився сумській команді ШВСМ-СумДУ, але все ж знову був прийнятий у найсильніший дивізіон. У сезоні-2019/20 команда має офіційну назву «Локомотив — Збірна Харківської області № 1»..

### Виступ у Суперлізі Росії (2011—2014)
Починаючи з 2011 року харківський Локомотив вирішив, що основний склад команди має брати участь у найвищому волейбольному дивізіоні Росії, а не України. Основний склад Локомотиву брав участь у головному чемпіонаті Росії аж до березня 2014 року, коли керівництво клубу, зі скорботою, повідомило про рішення припинити участь у чемпіонаті Росії з волейболу внаслідок «складної політичної ситуації в Україні».

## Склад команди

### Гравці
Сезон 2024/2025 
| №  | Ім'я, прізвище      | Дата народження | Позиція               |
| -- | ------------------- | --------------- | --------------------- |
| 1  | Дмитро Вознюк       | 18.04.2004      | Догравальник          |
| 2  | Владислав Фоменко   | 03.02.2008      | Центральний блокуючий |
| 3  | Дмитро Харченко     | 18.07.2001      | Діагональний          |
| 4  | Павло Коваль        | 23.03.1997      | Центральний блокуючий |
| 5  | Артем Генов         | 03.02.1987      | Догравальник          |
| 6  | Владислав Чеканов   | 29.08.2003      | Догравальник          |
| 7  | Ігор Іванов         | 184.07.2001     | Догравальник          |
| 8  | Єгор Неділько       | 16.06.2004      | Центральний блокуючий |
| 9  | Максим Сердюк       | 04.02.2004      | Догравальник          |
| 10 | Максим Ведашенко    | 08.04.1993      | Зв'язуючий            |
| 11 | Родіон Чміль        | 19.10.1979      | Догравальник          |
| 12 | Вадим Морогов       | 27.06.2009      | Центральний блокуючий |
| 13 | Даніїл Манько       | 05.02.2004      | Догравальник          |
| 14 | Богдан Тисячник     | 14.04.1992      | Центральний блокуючий |
| 15 | Тимофій Топалов     | 17.06.2007      | Догравальник          |
| 16 | Артем Трояновський  | 24.07.2001      | Ліберо                |
| 17 | Володимир Остапенко | 28.07.1998      | Центральний блокуючий |
| 18 | Євгеній Степовий    | 15.04.2002      | Догравальник          |
| 21 | Іван Кирилов        | 28.01.2009      | Центральний блокуючий |
| 41 | Кирило Борисов      | 03.12.2004      | Догравальник          |

## Досягнення

### Внутрішні турніри
Вища ліга СРСР:
- Бронзовий призер (1): 1978[ru].

Перша ліга СРСР:
- Переможець (1): 1975.

Кубок СРСР:
- Срібний призер (1): 1982.
- Бронзовий призер (1): 1980.

Чемпіонат УРСР
- Чемпіон (6): 1973, 1976, 1977, 1981, 1982, 1984
- Срібний призер (4): 1983, 1985, 1987, 1988
- Бронзовий призер (3): 1978, 1979, 1989

Кубок УРСР
- Володар (2): 1980, 1982

 Чемпіонат України:
- Чемпіон (17): 1994, 1996, 2001, 2002, 2003, 2004, 2005, 2007, 2009, 2010, 2011, 2012, 2013, 2014, 2015, 2016, 2017.
- Срібний призер (4): 1992, 1995, 2008, 2018.
- Бронзовий призер (1): 2000.

Кубок України:
- Володар (13): 2001, 2002, 2004, 2006, 2007, 2008, 2009, 2010, 2011, 2012, 2013, 2014, 2015.
- Фіналіст (6): 1992, 1996, 1999, 2003, 2016, 2017.

 Суперкубок України:
- Володар (1): 2017.

### Континентальні кубки
Кубок топ-команд Європи:
- Володар (1): 2004.
- Фіналіст (1): 2003.

## Головні тренери
- Леонід Смирин (1973-1974)
- Леонід Ліхно (1974-1985)
- Володимир Бомштейн (1985-1986)
- Юрій Поярков (1986-1989)
- Леонід Ліхно (1989-2002)
- Сергій Побережченко (2002-2004)
- Юрій Кравцов (2004-2006)
- Юрій Філіппов (2006-2009)
- Віталій Осипов (2009-2010)
- Ігор Зябліцев (2010-2011)
- Юрій Філіппов (2011-2016)
- Анатолій Янущик (2016-2017)
- Ігор Зябліцев (2017-2018)
- Анатолій Янущик (2018-2019)
- Сергій Кисіль (2019-2021)
- Ігор Зябліцев (2021-)

## Відомі гравці
- Олег Плотницький
- Дмитро Терьоменко
- Ян Єрещенко
- Володимир Татаринцев
- Максим Дрозд

### Легіонери
- Зоран Йованович
- Леван Каландадзе
- Георгій Братоєв
- Маріс Ланцманіс
- Енді Рохас
- Франк Депестеле
- Лукас Кампа
- Мілош Чулафич
- Вадим Лихошерстов

Докладніше: Категорія:Волейболісти «Локомотива» (Харків)